# Zachariasz Abadia Buesa
Zacarías Abadía Buesa (ur. 5 listopada 1913 w Almuniente, zm. 27 lipca 1936 w Barcelonie) – hiszpański salezjanin, męczennik i błogosławiony Kościoła katolickiego.

## Życiorys
Rozpoczął naukę w szkole salezjańskiej i w 1930 roku złożył śluby zakonne w Geronie. Po wybuchu wojny domowej w Hiszpanii został zatrzymany przez milicjantów, a następnie uwięziony w gospodzie, gdzie zmarł w wyniku tortur. Beatyfikowany przez papieża Jana Pawła II razem z Józefem Aparicio Sanzem i 232 towarzyszami 11 marca 2001 roku.